# Jules de Bruycker
Jules De Bruycker (Gant, 29 de març de 1870 – Gant, 5 de setembre de 1945) va ser un artista gràfic, gravador, pintor i dibuixant belga. És considerat un dels artistes gràfics belgues més importants després de James Ensor i va assolir un alt nivell de virtuosisme tècnic. És conegut sobretot per les seves escenes de la seva ciutat natal Gant, vistes arquitectòniques de catedrals, gravats de guerra i il·lustracions de llibres.

## Biografia
Jules De Bruycker va néixer a Gant, on la seva família tenia un petit negoci de tapisseria i empaperatge. Com que De Bruycker va mostrar talent artístic des de petit, es va matricular a l'Acadèmia de Belles Arts de Gant quan tenia 10 anys. Quan el seu pare va morir quatre anys després, va deixar d'assistir a classes d'art i es va incorporar a l'empresa familiar. Va continuar perfeccionant les seves habilitats artístiques. Després d'una interrupció de 9 anys, De Bruycker es va matricular novament a l'Acadèmia de Gant. Entre els seus professors hi havia els pintors Théodore Canell, Louis Tijtgadt i Jean Delvin.

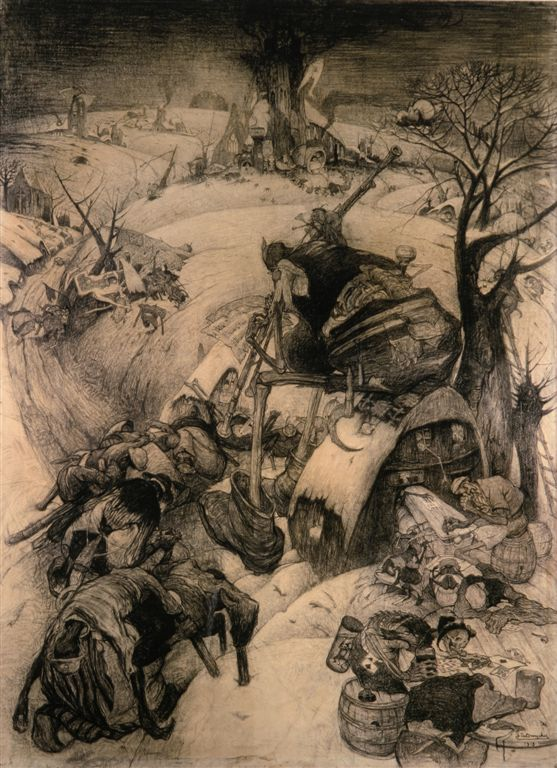
Black kermesse, 1919.Col·lecció d'art Belfius.

En els seus primers anys com a artista (a partir de 1902) De Bruycker es va allotjar a una abadia carmelita abandonada al districte davant de Gravensteen anomenada Patershol. En aquella època era una zona empobrida i havia atret artistes i bohemis que s'hi havien traslladat des del 1900 aproximadament. Molts dels artistes que formarien part de l'Escola de Latem com Gustave van de Woestijne, George Minne i Valerius de Saedeleer van confluir en aquesta zona. Minne fins i tot hi va mantenir un estudi durant un temps.

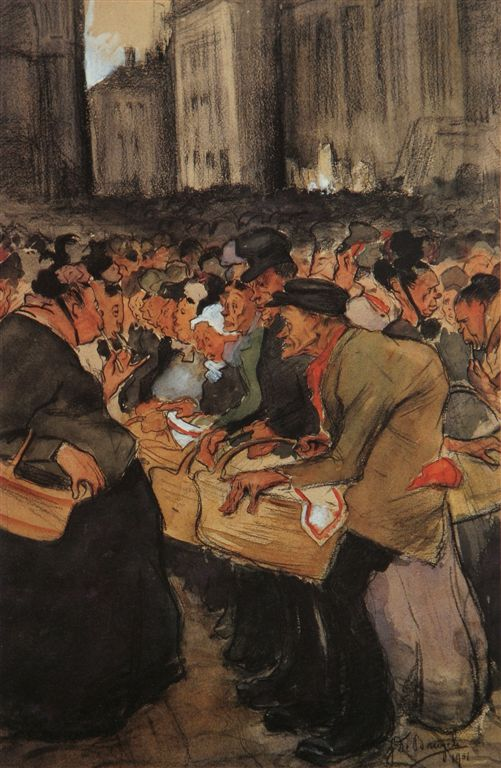
El mercat d'ous de Gant

Fins i tot sent membre d'aquesta comunitat d'artistes bohèmia de Gant, De Bruycker continuava treballant a l'empresa familiar durant aquest període. Si bé va fer moltes aquarel·les i pintures a l'oli sobre tela en els seus primers dies, va desenvolupar un interès per l'estampat després de descobrir el 1905 els aiguaforts de l'artista de Gant Albert Baertsoen al Museu de Belles Arts de la ciutat. Albert Baertsoen era conegut per les seves impressions de vistes de Gant. Aquests mostraven la ciutat banyada en un ambient de somni i un estil proper al simbolisme.
De Bruycker també va fer molts dibuixos d'escenes als barris menys privilegiats de Gant. Un exemple és l' Al voltant del Gravensteen a Gant en què representa l'àrea al voltant del Gravensteen a Gant amb imatges que recorden a Pieter Brueghel el Vell, Hieronymus Bosch i el seu contemporani James Ensor.
De Bruycker es va convertir en un artista gràfic consumat i va tutoritzar Frans Masereel en tècniques gràfiques abans que Masereel deixés Gant per anar a París i Bretanya. El 1905, De Bruycker va ser seleccionat per l'escriptor Franz Hellens com a il·lustrador de la seva primera novel·la titulada En ville morte.

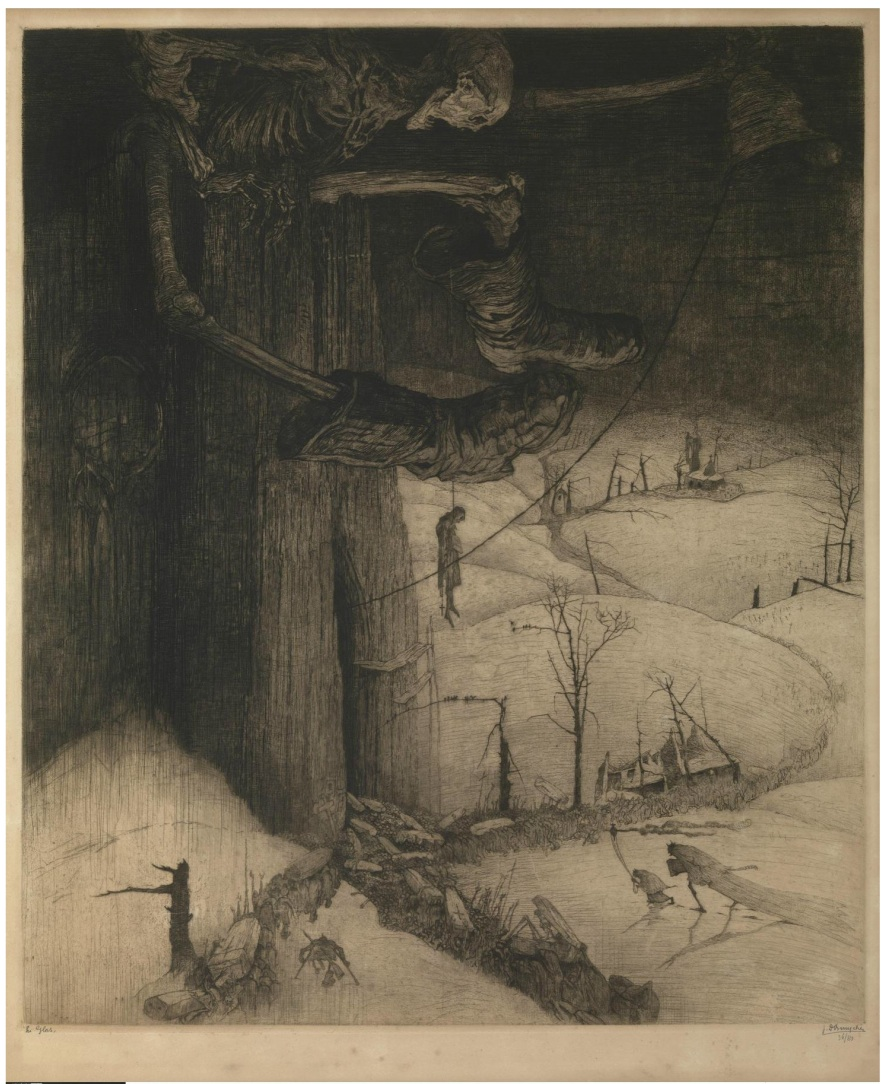
Un altre cop hi ha morts a Flandes.

Amb l'esclat de la Primera Guerra Mundial, De Bruycker va fugir de Bèlgica cap a Anglaterra. Molts altres artistes belgues es van traslladar a Anglaterra i Gal·les durant la guerra, incloent Emile Claus, Valerius de Saedeleer, Hippolyte Daeye, Albert Delstanche, Émile Fabry, Charles Mertens, George Minne, Isidore Opsomer, Gustave-Max Stevens, Gustave van de Woestijne i Albert Baertsoen. Entre aquesta comunitat de belgues a l'exili, De Bruycker va conèixer Raphaëlle De Leyn, també natural de Gant. Els dos es van casar. Tenint prohibit fer dibuixos a l'aire lliure a causa de la por als espies, De Bruycker només va produir algunes vistes de Londres. En canvi, va treballar en una sèrie de grans aiguaforts que tenien com a tema els horrors de la guerra de Flandes. La seva obra Un altre cop hi ha morts a Flandes va ser exposada a Rotterdam el 1917, on va tenir una acollida favorable. Un crític d'art va assenyalar que l'obra evocava les imatges de Bosch i Bruegel, però també la figura d'Ulenspiegel de "La llegenda de Thyl Ulenspiegel i Lamme Goedzak" de Charles De Coster.

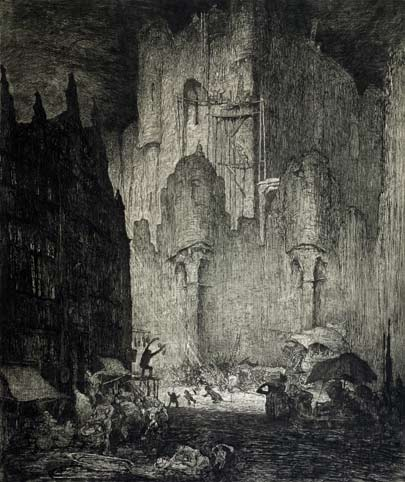
Al voltant del Gravensteen a Gant.

Després de tornar a Bèlgica després del final de la guerra el 1919, De Bruycker aviat va començar a rebre el reconeixement oficial pels seus èxits artístics. Va ser nomenat cavaller de l'Ordre de Leopold de Bèlgica el 1921 i va fer una exitosa exposició de 154 obres a la Galerie Giroux de Brussel·les el 1922. El mateix any va fer exposicions al Chicago Art Institute i altres llocs dels Estats Units (incloent Detroit i Muskegon). Se li va oferir una plaça de professor a l'Hoger Instituut voor Schone Kunsten (Institut Superior de Belles Arts) d'Anvers, una part de la Reial Acadèmia de Belles Arts d'Anvers. Va acceptar de mala gana aquesta posició. Frans van Immerseel va ser un dels seus alumnes i va estudiar aiguafort amb De Bruycker. De Bruycker va ser nomenat corresponsal de la Reial Acadèmia de Bèlgica el 1923 i es va convertir en membre de ple dret el 1925. El 1927 va rebre el premi nacional de belles arts.

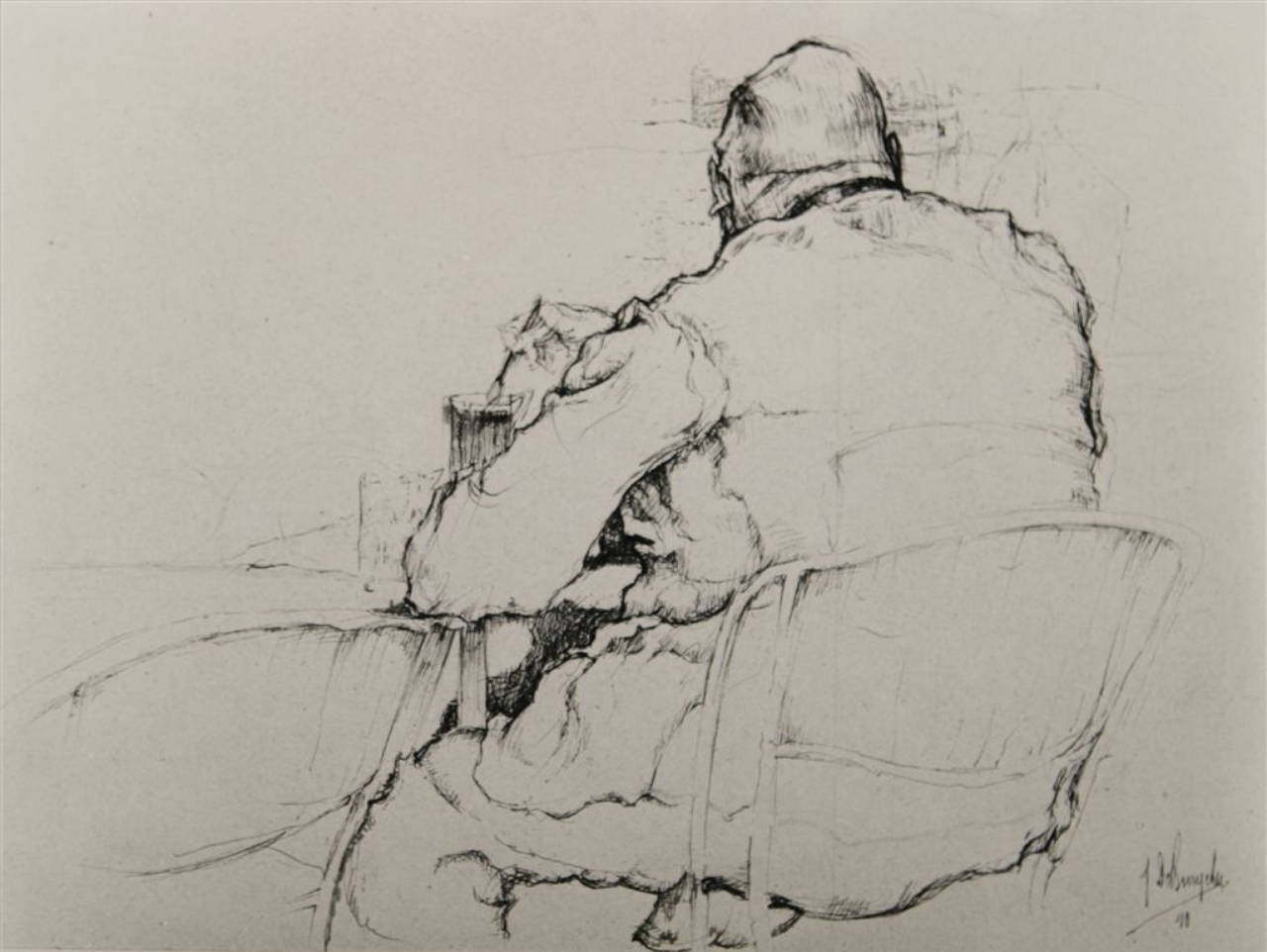
Gent que no és d'aquí.

Després del seu retorn a Gant es va establir a convent dels dominicans de Gant on va instal·lar el seu taller. El 1921 va realitzar una sèrie de dibuixos i aiguaforts dels veïns del seu barri. Durant els anys 1922-1924 va fer poques impressions, però va treballar en 16 dissenys per a il·lustracions de xilografia per a una nova edició de l'Ulenspiegel de Charles De Coster.
El 1925 De Bruycker va visitar el seu amic Frans Masereel a París. Masereel el va animar a treballar en vistes arquitectòniques que van donar lloc a una sèrie d'impressions de catedrals a França i Bèlgica. L'església de Sant Nicolau de Gant va ser un dels seus temes preferits, que va representar en una sèrie d'estampats grans, tots variant en lleugers detalls. Al mateix temps, De Bruycker també va començar a produir estudis de figures que inclouen autoretrats, models i nus. El 1934 va participar en la Biennal de Venècia. Va publicar una sèrie de vistes de Gant el 1932.
La seva salut va començar a disminuir gradualment, probablement com a resultat de la seva exposició als àcids durant el procés de gravat. Es va concentrar principalment en el dibuix. Quan els alemanys van tornar a ocupar Bèlgica l'any 1940, va produir una sèrie de gravats sota el títol 'Gent de casa nostra – 1942' (Gent d'aquí - 1942). També va treballar en un altre disc anomenat 'Gent que no és d'aquí'. Aquesta darrera sèrie representava els ocupants alemanys. Els sis aiguaforts d'aquesta sèrie només es van publicar després de la seva mort, poc després del final de la guerra. Durant la guerra, els amants de l'estampa alemanya havien visitat De Bruycker i fins i tot li van demanar que fes un dibuix amb finalitats propagandístiques que ell va rebutjar categòricament.

## Obra

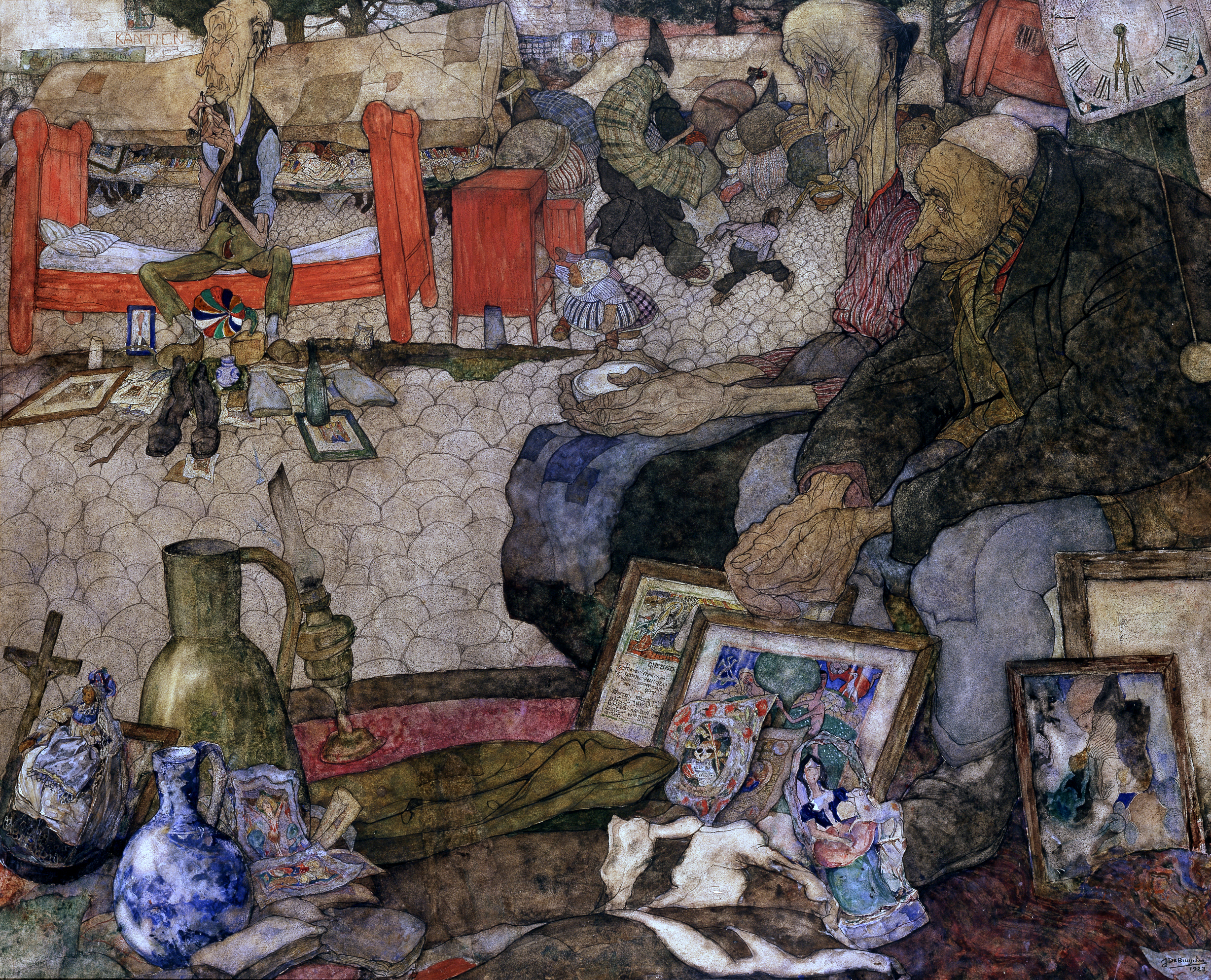
El Mercat Vell de Gant, 1923.

De Bruycker va practicar en diversos mitjans com l'oli sobre tela, l'aquarel·la, el dibuix i l'aiguafort. Ara és recordat principalment pels seus dibuixos i gravats incisius. Va aconseguir un alt grau de virtuosisme tècnic en els seus gravats, fet que li va valer ser anomenat en el seu temps "el major gravador belga després d'Ensor".
Tot i que en els seus primers treballs De Bruycker va adoptar l'atmosfera lúgubre, onírica i nocturna que havia vist en l'obra impresa d'Albert Baertsoen, no va seguir els temes d'aquest. Baertsoen era un aristòcrata que preferia les escenes de la ciutat de Gant gairebé lliures de presència humana, mentre que a De Bruycker li agradava incloure multituds de persones i efectes de llum dramàtics en la seva obra gràfica. Els primers aiguaforts de De Bruycker, que daten des de 1906 fins a l'esclat de la Primera Guerra Mundial, representen principalment quatre temes principals: els llocs de l'artista a Patershol i els voltants, els mercats de puces a l'aire lliure amb la seva població bruta i pobra, les seccions barates del teatre i alguns llocs històrics de l'antic Gant. Normalment poblava aquestes escenes amb un gran nombre de persones. La seva obra va proporcionar una visió íntima de la vida quotidiana dels residents econòmicament desfavorits de la seva ciutat natal. Algunes de les seves representacions de la població local limiten el caricaturisme però mai estan exemptes d'empatia.

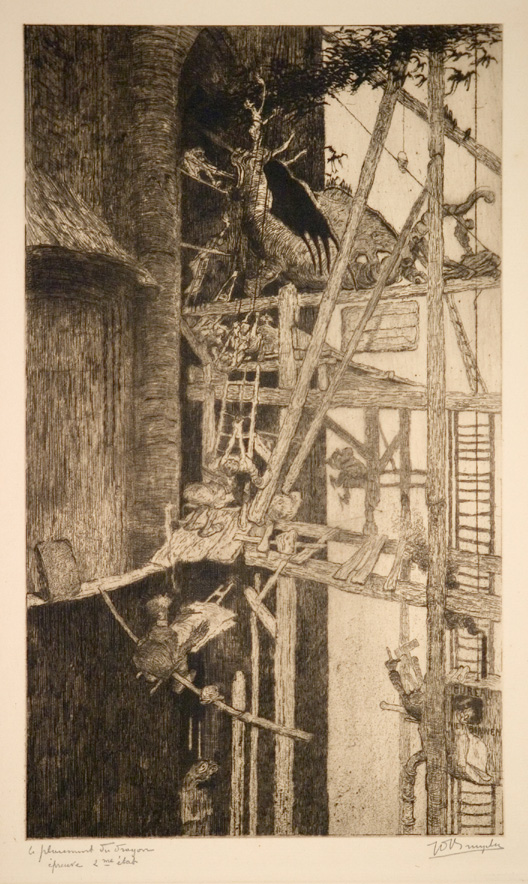
Col·locant el drac al campanar de Gant.

En les seves grans làmines anteriors a la Primera Guerra Mundial, com Casa de Jan Palfyn, Gant i Col·locant el drac al campanar de Gant, De Bruycker demostrava l'alt nivell de virtuosisme que havia aconseguit com a gravador que li permetia incloure detalls rics i efectes de clarobscurs. Aquestes obres s'assemblen als aiguaforts de l'artista anglo-gal·lès Frank Brangwyn, que va assistir De Bruycker durant els anys del seu exili a Londres. Tot i que va produir algunes vistes de la ciutat de Londres durant la guerra, va treballar principalment en impressions grans, que denunciaven la violència i la mort que la guerra havia portat al seu país. El llenguatge visual d'aquests gravats es basa en les tradicions flamenques de Brueghel i Bosch, així com la història d'Ulenspiegel. Els artistes flamencs de la generació de De Bruycker havien redescobert l'art dels primitius flamencs a través de l'exposició 'Les Primitifs Flamands' ('Els primitius flamencs') celebrada a Bruges l'any 1902. Cada artista havia reaccionat a aquest redescobriment d'una manera personal. La influència d'Ensor també es pot veure en alguns dels gravats bèl·lics de De Bruycker. Els estudis preliminars d'aquests gravats demostren el talent de De Bruycker com a dibuixant. Durant la seva estada a Londres, De Bruycker va conèixer altres artistes com Walter Sickert i va conèixer l'obra de James Whistler que va influir en el seu treball.
A principis de la dècada de 1920 va començar a produir molts gravats de catedrals a Bèlgica i al nord de França. El seu treball des de mitjans dels anys vint va incloure estudis de figures, incloent autoretrats, dibuixos de maquetes i nus. Moltes d'aquestes obres representen l'entorn de l'estudi o objectes de fantasia com ara estàtues budistes, màscares africanes, etc. Els seus nus són especialment sensuals i fins i tot provocadors i van constituir un nou tema important en la seva obra.
L'obra de Jules De Bruycker va influir en altres artistes de la seva generació. Gustave van de Woestijne probablement citava els retrats incisius de De Bruycker en els seus primers retrats de l'any 1908.